# Proteroscarabaeus yeni
Proteroscarabaeus yeni là một loài bọ cánh cứng trong họ Bọ hung (Scarabaeidae).